# Brits kampioenschap trial
Het Brits kampioenschap trial wordt onder auspiciën van de ACU (Auto-Cycle Union) georganiseerd en is de hoogste nationale competitie voor trialrijders in Groot-Brittannië.

## Kampioenen
| Jaar | kampioen (mannen)                            | merk/team                                    | kampioen (vrouwen)                           | merk/team                                    |
| ---- | -------------------------------------------- | -------------------------------------------- | -------------------------------------------- | -------------------------------------------- |
| 1950 | Jim Alves                                    | Triumph                                      |                                              |                                              |
| 1951 | Bill Nicholson                               | BSA                                          |                                              |                                              |
| 1952 | Bill Nicholson                               | BSA                                          |                                              |                                              |
| 1953 | Jeff Smith                                   | BSA                                          |                                              |                                              |
| 1954 | Jeff Smith                                   | BSA                                          |                                              |                                              |
| 1955 | Gordon Jackson                               | AJS                                          |                                              |                                              |
| 1956 | John Brittain                                | Royal Enfield                                |                                              |                                              |
| 1957 | John Brittain                                | Royal Enfield                                |                                              |                                              |
| 1958 | Gordon Jackson                               | AJS                                          |                                              |                                              |
| 1959 | Sammy Miller                                 | Ariel                                        |                                              |                                              |
| 1960 | Sammy Miller                                 | Ariel                                        |                                              |                                              |
| 1961 | Sammy Miller                                 | Ariel                                        |                                              |                                              |
| 1962 | Sammy Miller                                 | Ariel                                        |                                              |                                              |
| 1963 | Sammy Miller                                 | Ariel                                        |                                              |                                              |
| 1964 | Sammy Miller                                 | Ariel                                        |                                              |                                              |
| 1965 | Sammy Miller                                 | Bultaco                                      |                                              |                                              |
| 1966 | Sammy Miller                                 | Bultaco                                      |                                              |                                              |
| 1967 | Sammy Miller                                 | Bultaco                                      |                                              |                                              |
| 1968 | Sammy Miller                                 | Bultaco                                      |                                              |                                              |
| 1969 | Sammy Miller                                 | Bultaco                                      |                                              |                                              |
| 1970 | Gordon Farley                                | Montesa                                      |                                              |                                              |
| 1971 | Gordon Farley                                | Montesa                                      |                                              |                                              |
| 1972 | Malcolm Rathmell                             | Bultaco                                      |                                              |                                              |
| 1973 | Martin Lampkin                               | Bultaco                                      |                                              |                                              |
| 1974 | Malcolm Rathmell                             | Bultaco                                      |                                              |                                              |
| 1975 | Malcolm Rathmell                             | Montesa                                      |                                              |                                              |
| 1976 | Malcolm Rathmell                             | Montesa                                      |                                              |                                              |
| 1977 | Rob Shepherd                                 | Honda                                        |                                              |                                              |
| 1978 | Martin Lampkin                               | Bultaco                                      |                                              |                                              |
| 1979 | Malcolm Rathmell                             | Montesa                                      |                                              |                                              |
| 1980 | Martin Lampkin                               | SWM                                          |                                              |                                              |
| 1981 | Malcolm Rathmell                             | Montesa                                      |                                              |                                              |
| 1982 | Yrjö Vesterinen                              | Montesa                                      |                                              |                                              |
| 1983 | Steve Saunders                               | Armstrong                                    |                                              |                                              |
| 1984 | Steve Saunders                               | Armstrong                                    |                                              |                                              |
| 1985 | Steve Saunders                               | Honda                                        |                                              |                                              |
| 1986 | Steve Saunders                               | Honda                                        |                                              |                                              |
| 1987 | Steve Saunders                               | Fantic                                       |                                              |                                              |
| 1988 | Steve Saunders                               | Fantic                                       |                                              |                                              |
| 1989 | Steve Saunders                               | Fantic                                       |                                              |                                              |
| 1990 | Steve Saunders                               | Fantic                                       |                                              |                                              |
| 1991 | Steve Saunders                               | Beta                                         |                                              |                                              |
| 1992 | Steve Saunders                               | Aprilia                                      |                                              |                                              |
| 1993 | Steve Colley                                 | Beta                                         |                                              |                                              |
| 1994 | Dougie Lampkin                               | Beta                                         |                                              |                                              |
| 1995 | Steve Colley                                 | GasGas                                       |                                              |                                              |
| 1996 | Dougie Lampkin                               | Beta                                         |                                              |                                              |
| 1997 | Dougie Lampkin                               | Beta                                         |                                              |                                              |
| 1998 | Dougie Lampkin                               | Beta                                         |                                              |                                              |
| 1999 | Dougie Lampkin                               | Beta                                         |                                              |                                              |
| 2000 | Dougie Lampkin                               | Montesa-HRC                                  |                                              |                                              |
| 2001 | Geen kampioenschap in verband met MKZ-crisis | Geen kampioenschap in verband met MKZ-crisis | Geen kampioenschap in verband met MKZ-crisis | Geen kampioenschap in verband met MKZ-crisis |
| 2002 | Dougie Lampkin                               | Montesa-HRC                                  | Maria Conway                                 | Montesa-HRC                                  |
| 2003 | Graham Jarvis                                | Sherco                                       | ?                                            | ?                                            |
| 2004 | Steve Colley                                 | GasGas                                       | Rebekah Cook                                 | GasGas                                       |
| 2005 | Graham Jarvis                                | Sherco                                       | Rebekah Cook                                 | GasGas                                       |
| 2006 | Graham Jarvis                                | Sherco                                       | Rebekah Cook                                 | GasGas                                       |
| 2007 | Graham Jarvis                                | Sherco                                       | Rebekah Cook                                 | GasGas                                       |
| 2008 | Graham Jarvis                                | Sherco                                       | Rebekah Cook                                 | GasGas                                       |
| 2009 | James Dabill                                 | GasGas                                       | Rebekah Cook                                 | Sherco                                       |
| 2010 | James Dabill                                 | GasGas                                       | Joanne Coles                                 | GasGas                                       |
| 2011 | James Dabill                                 | Beta                                         | Rebekah Cook                                 | Sherco                                       |
| 2012 | James Dabill                                 | Beta                                         | Rebekah Cook                                 | Beta                                         |
| 2013 | Michael Brown                                | GasGas                                       | Rebekah Cook                                 | Beta                                         |
| 2014 | James Dabill                                 | Beta                                         | Emma Bristow                                 | Sherco                                       |
| 2015 | James Dabill                                 | Vertigo                                      | Emma Bristow                                 | Sherco                                       |